# Georges Fournier

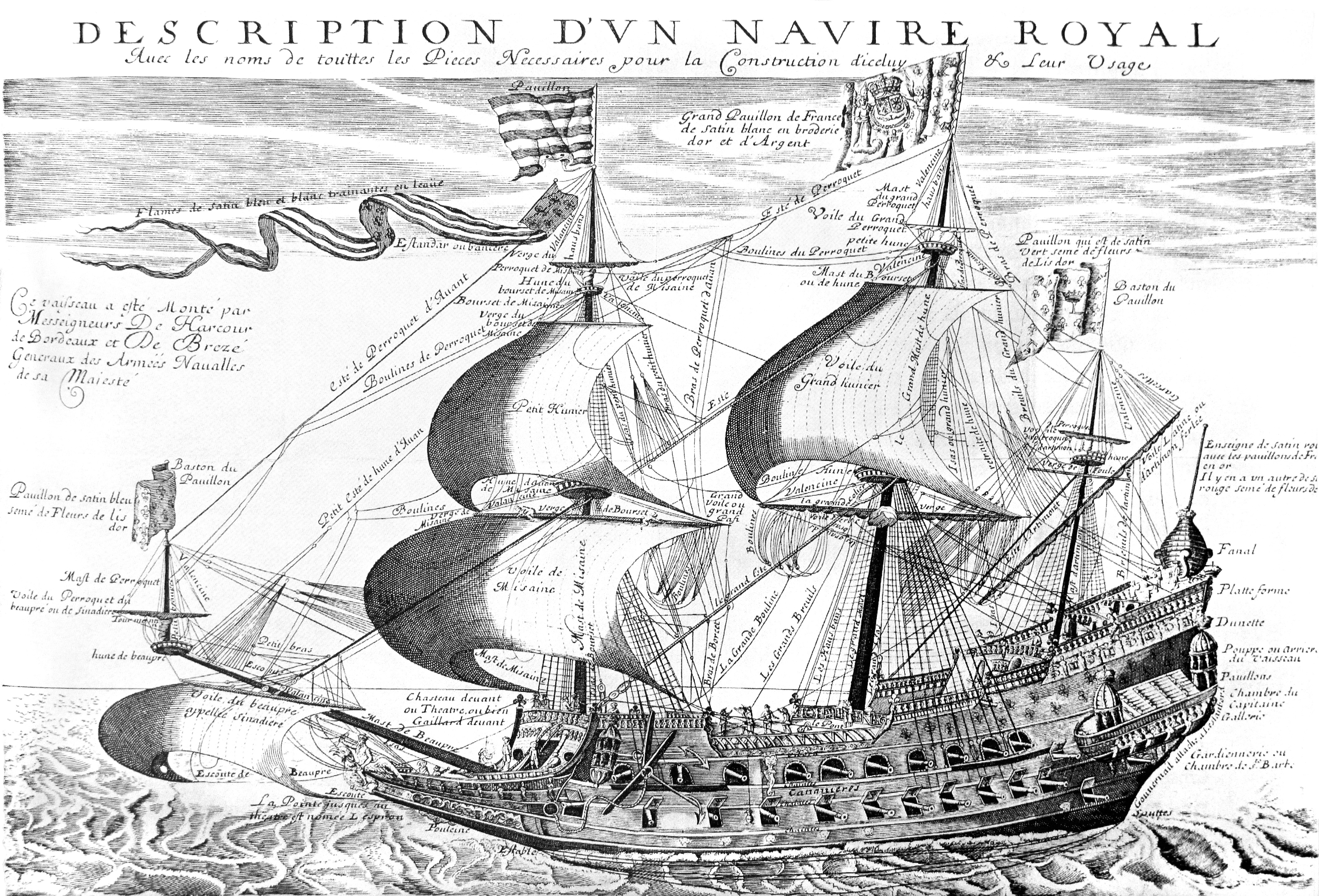
De Couronne. Frontispice van Hydrographie door Georges Fournier, 1643.

Georges Fournier (31 augustus 1595 – 13 april 1652) was een Franse jezuïtische priester, geograaf en wiskundige.

## Biografie
Fournier diende als een militaire geestelijke op een linieschip, waar hij veel kennis verwierf op het gebied van marinetechnische zaken.
In 1642, publiceerde hij het betoog Hydrographie, waarin hij trachtte een wetenschappelijke onderbouwing te formuleren voor het ontwerp van schepen. Toentertijd werden ontwerpen als die van het Frans schip La Couronne (1636) of het Engels schip de HMS Sovereign of the Seas gevonden door te gissen en missen.
Fournier is ook de auteur van "Tractaet Van Fortificatie, Of Vesting-bouw...". De eerste editie werd in Parijs gepubliceerd in 1649 door Jean Hénault en werd vertaald naar het Nederlands in 1667 door Jakob de Zetter.
Georges Fournier heeft René Descartes gedoceerd.

## Werken

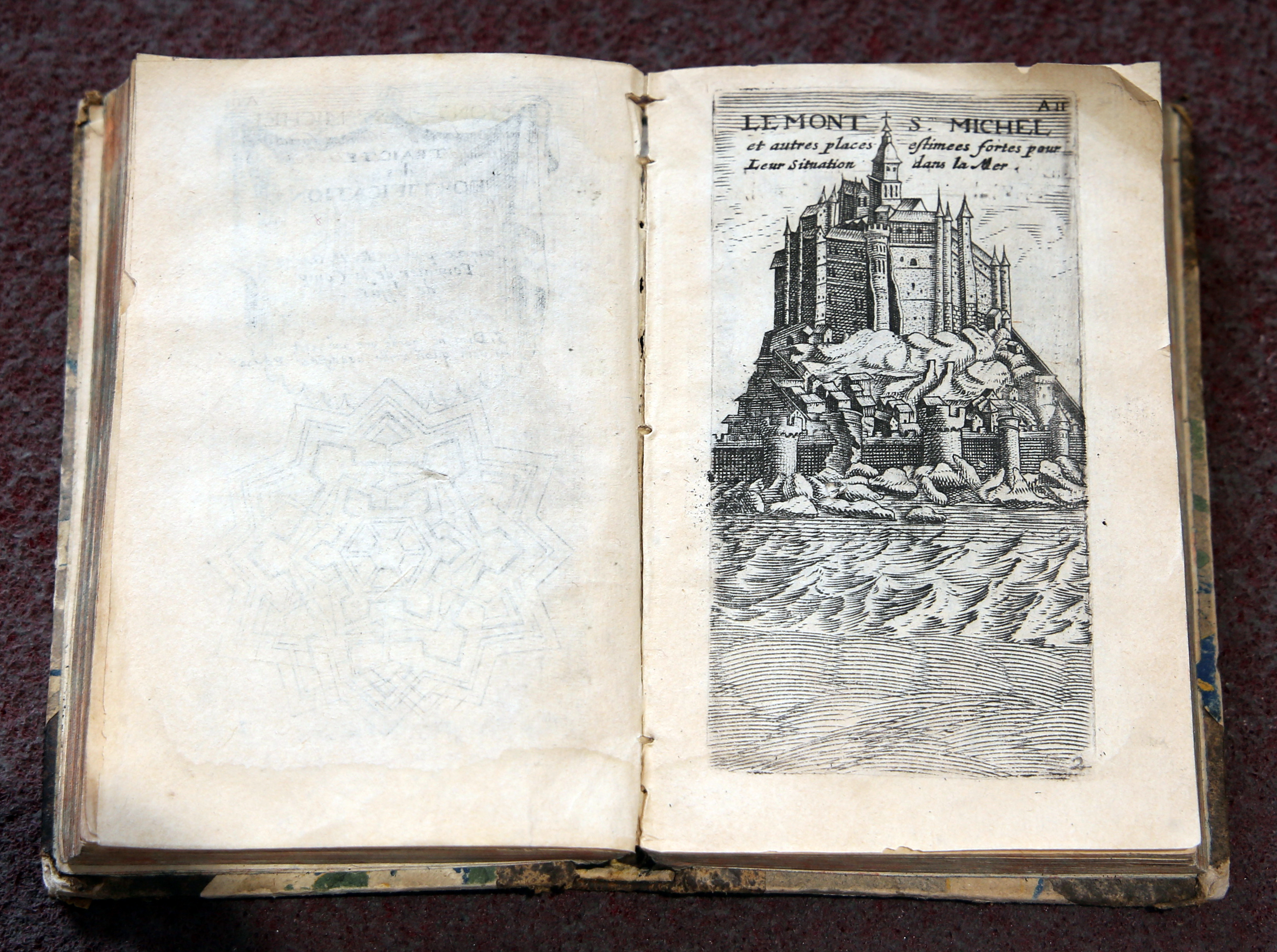
1654 boek

In 1642 publiceerde Fournier zijn Commentaires géographiques. Het jaar hierop publiceerde hij in Parijs zijn meest beroemde werk: de Hydrographie contenant la théorie et la pratique de toutes les parties de la navigation. Wetenschappelijk beschouwd, is dit de eerste Franse maritieme encyclopedie. Opgedragen aan Louis XIII, werd het meerdere malen herdrukt (1667, 1679 en 1973). Als geograaf, astronoom, hydrograaf en wiskundige had Fournier vele interesses, zoals: Winden, de getijden, havens, visserij, varende handel, scheepsbouw, het gedrag van officieren en de kunst van het leidinggeven. Vanwege de diversiteit van kennisgebieden werd de Hydrographie beschouwd als het beste naslagwerk van de geschiedenis van de marine gedurende de eerste helft van de 17e eeuw. Dit verklaart ook de magnifieke heruitgave van zijn werk in 1973 door Etienne Taillemite.
In 1643 publiceerde Fournier ook nog Traité de la sphere en in 1644 Traité de géométrie. Zijn Traité des fortifications ou Architecture militaire (published in Paris in 1649) is vertaald naar het Nederlands, Spaans en Duits. Zijn werken met betrekking tot Euclidische meetkunde (Gepubliceerd in Parijs, 1644 en 1654) zijn vertaald naar het engels. Naar aanleiding hiervan zijn er nog drie edities uitgegeven. In 1656 verscheen postuum zijn Asiae nova descriptio (Nieuwe beschrijving van Azië). Het boek is geschreven in samenwerking met verschillende jezuïete missionarissen.

## Notities en referenties
1. ↑  Notice d'autorité de la Bibliothèque nationale de France. Gearchiveerd op 5 april 2023.
2. ↑  Acessible en ligne sur le site European Cultural Heritage Online
3. 1 2  Bertrand Gille, Histoire des techniques.
4. 1 2  Voir bibliographie et traité en ligne sur le site Architectura du Centre d'études supérieures de la Renaissance à Tours.
5. ↑  Accessible en ligne sur le site European Cultural Heritage Online
6. ↑  La deuxième édition est accessible en ligne.

- Bibliothèque nationale de France: cb12138420w (data)
- Gemeinsame Normdatei: 128688335
- International Standard Name Identifier: 0000 0001 0814 789X
- Library of Congress Control Number: n85112359
- Nationale Bibliotheek van Letland: 000278088
- Nationale Bibliotheek van Tsjechië: mzk2009502770
- Nederlandse Thesaurus van Auteursnamen: 118522531
- Istituto Centrale per il Catalogo Unico: UBOV375688
- Système universitaire de documentation: 140608656
- Virtual International Authority File: 61582172
- WorldCat: E39PBJxxjkHK3mqwpqk6Y3DQbd

- Dit artikel of een eerdere versie ervan is een (gedeeltelijke) vertaling van het artikel Georges Fournier (Jesuit) op de Engelstalige Wikipedia, dat onder de licentie Creative Commons Naamsvermelding/Gelijk delen valt. Zie de bewerkingsgeschiedenis aldaar.